# هنري هو
هنري هو (بالصينية: 胡經昌) (و. 1951 – م) هو سياسي، ولد في هونغ كونغ.

## مناصب
تولى منصب عضو المجلس التشريعي المؤقت ‏.

## التعليم
تعلم في جامعة تورنتو.

## جوائز
حصل على جوائز منها:
- Bronze Bauhinia Star [الإنجليزية]‏.